# Centrolene huilense
Centrolene huilense is een kikkersoort uit de familie glaskikkers (Centrolenidae). Deze werd voor het eerst wetenschappelijk beschreven door Pedro Miguel Ruíz-Carranza en John Douglas Lynch in 1995.
Over deze soort is weinig bekend. Er zijn slechts enkele specimen verzameld in de typelocatie, de buurt van Isnos (departement Huila) aan de oostelijke zijde van de Cordillera Central in Colombia op 1980-2190 m hoogte.